# Јароћин
Јароћин (пољ. Jarocin) град је у Пољској у Војводству великопољском. По подацима из 2012. године број становника у месту је био 26 278.

## Становништво
| 2012.  |
| ------ |
| 26 278 |

## Партнерски градови
- Хатван
- Libercourt
- Veldhoven
- Шлихтерн
- Олександрија
- Korkuteli